# Hill, New Hampshire
Hill är en kommun (town) i Merrimack County i delstaten New Hampshire, USA. Vid folkräkningen år 2010 bodde 1 089 personer på orten. Den har enligt United States Census Bureau en area på totalt 69,6 km² varav 0,4 km² är vatten.  